# Rhododendron yunnanense
Rhododendron yunnanense är en ljungväxtart. Rhododendron yunnanense ingår i släktet rododendron, och familjen ljungväxter.

## Underarter
Arten delas in i följande underarter:
- R. y. bhutanica
- R. y. yunnanense

## Bildgalleri

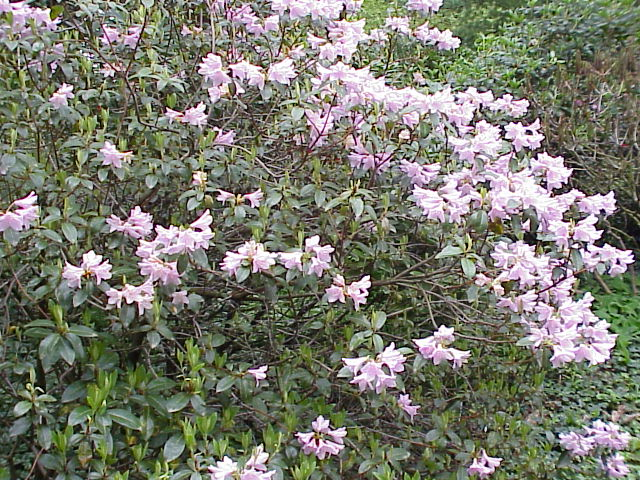
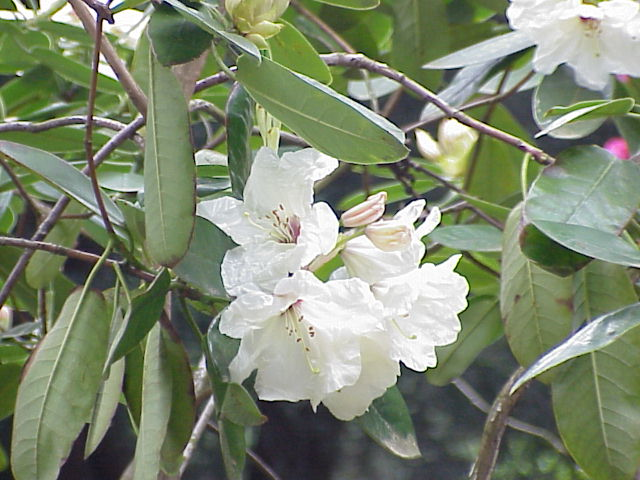
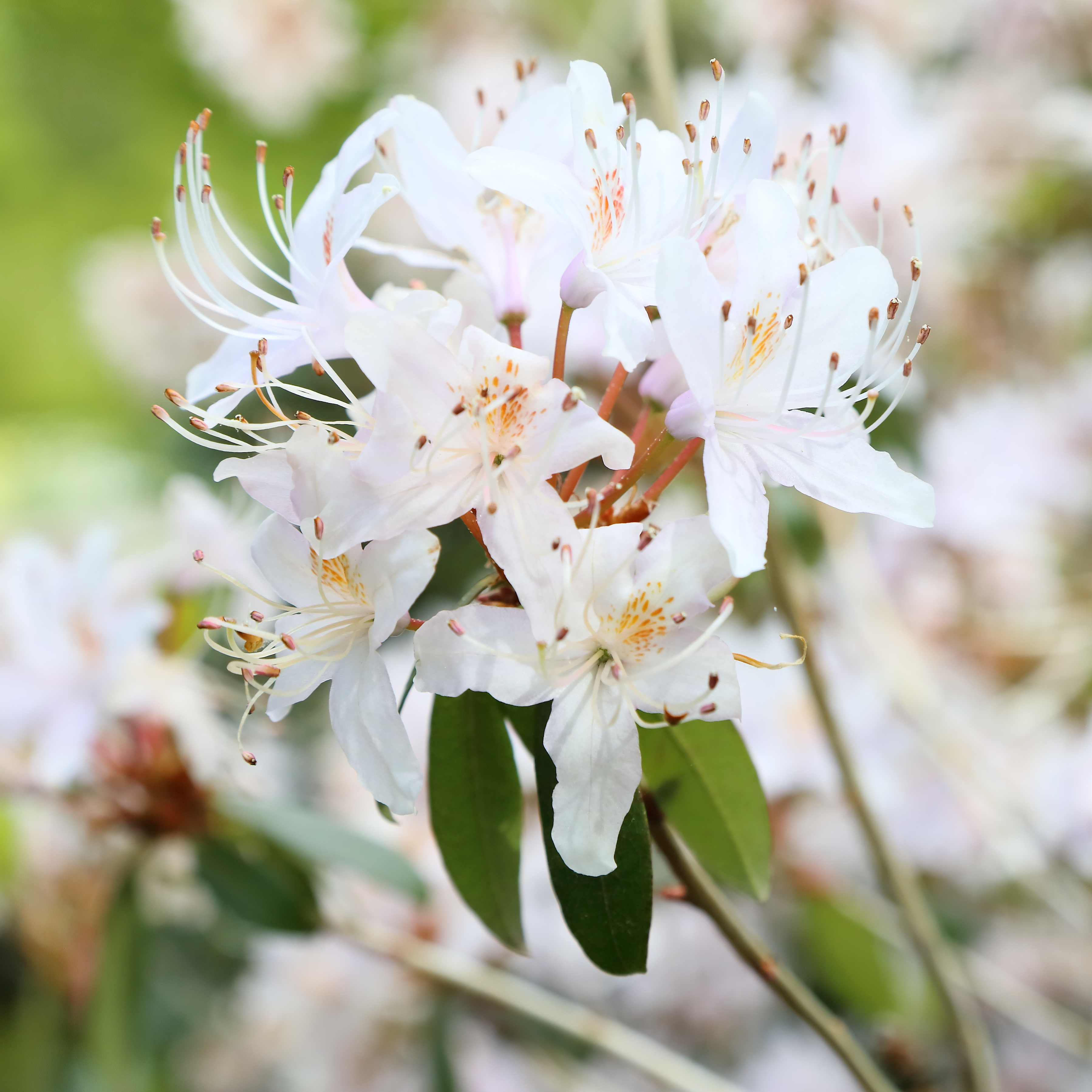
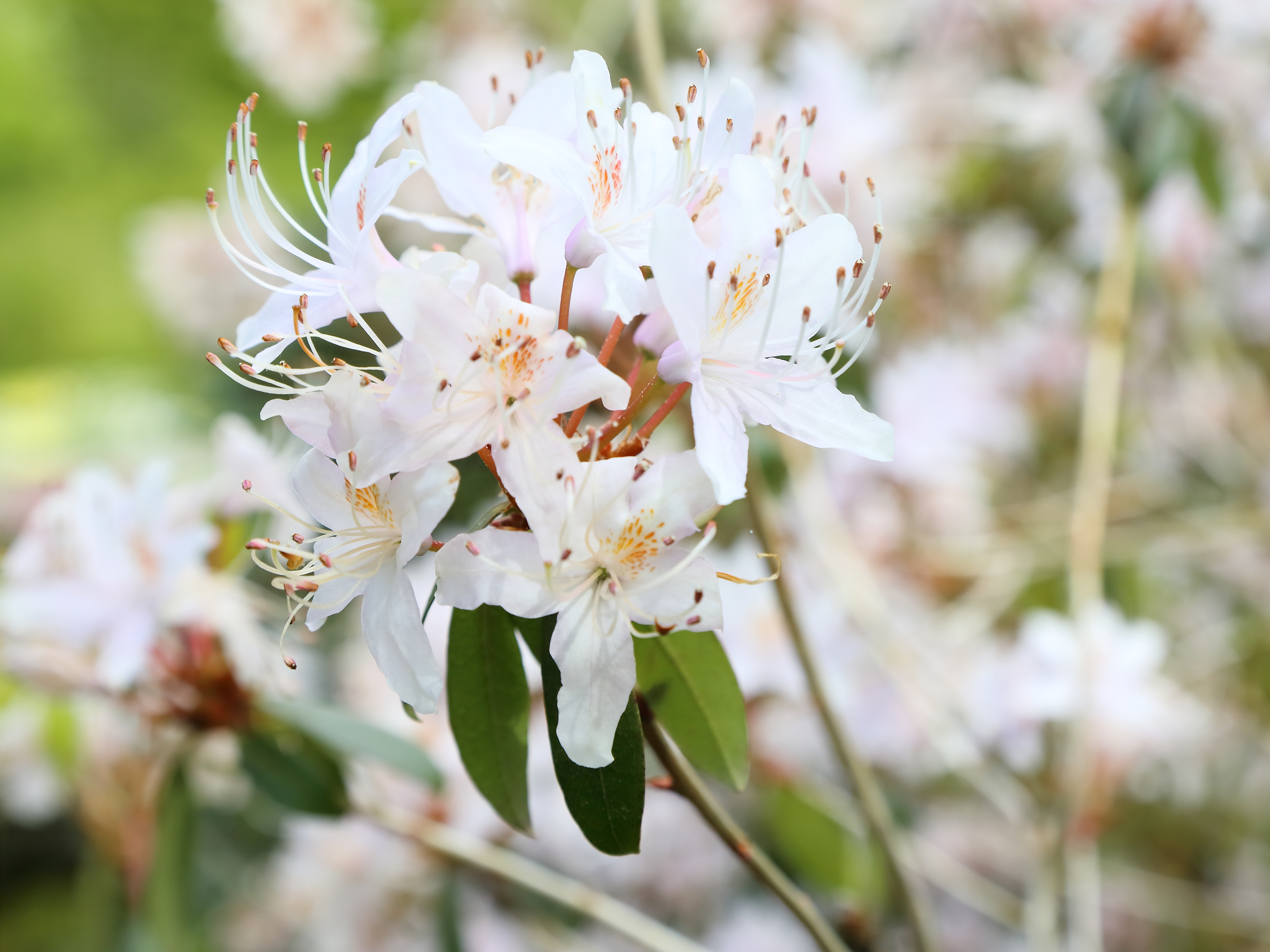
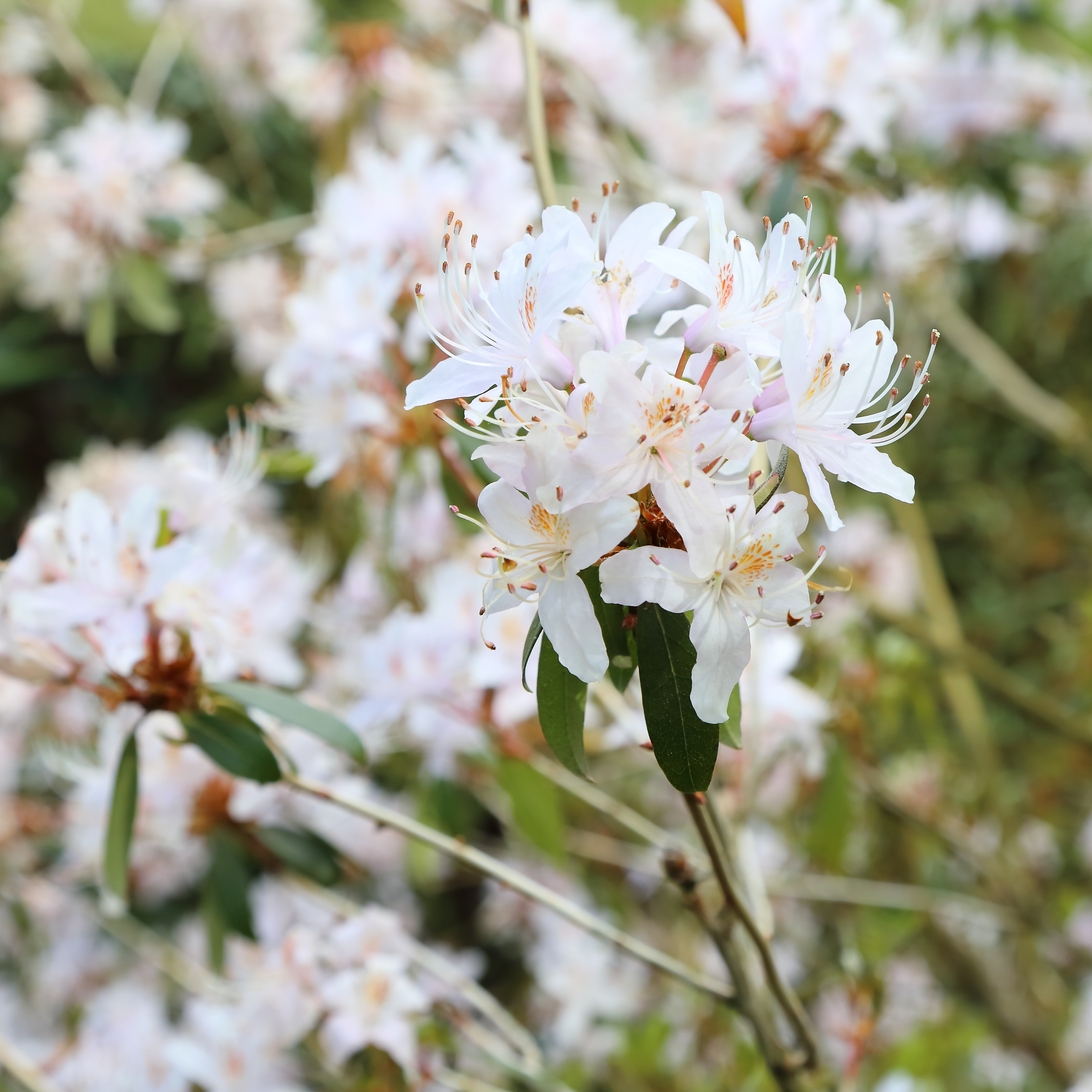
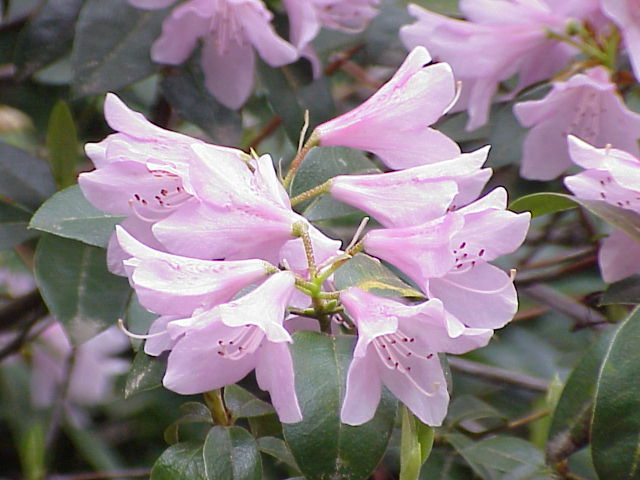